# Manuel Andrada
Manuel Ángel Andrada Ballesteros (Coronel Suárez, 9 januari 1890 - Washington 21 september 1962) was een Argentijns polospeler.

## Biografie
Andrada nam deel aan de Olympische Zomerspelen van 1936 in Berlijn als lid van de Argentijnse nationale poloploeg. Hij en zijn ploeg behaalden de gouden medaille. De spelen van 1936 waren de laatste spelen waar polo op het programma stond.

## Belangrijkste resultaten

### Olympische Zomerspelen
| Jaar | Plaats  | Discipline | Resultaat |
| ---- | ------- | ---------- | --------- |
| 1936 | Berlijn | polo       | Goud      |

1900: Beresford, Daly, Keene, Mackey, Rawlinson ·
1908: C. Miller, G. Miller, Nickalls, Wilson ·
1920: Barrett, Lockett, Melvill, Wodehouse ·
1924: Kenny, Miles, Naylor, Nelson, Padilla
1936: Andrada, Cavanagh, Duggan, Gazzotti